# جيمي ريد (مغني)
جيمي ريد (بالإنجليزية: Jimmy Reed)‏ هو عازف قيثارة ومغني ومغن مؤلف وفنان الشارع أمريكي، ولد في 6 سبتمبر 1925 في مسيسيبي في الولايات المتحدة، وتوفي في 29 أغسطس 1976 في أوكلاند في الولايات المتحدة بسبب فشل تنفسي.

## وصلات خارجية
- جيمي ريد على موقع IMDb (الإنجليزية)
- جيمي ريد على موقع الموسوعة البريطانية (الإنجليزية)
- جيمي ريد على موقع ميوزك برينز (الإنجليزية)
- جيمي ريد على موقع إن إن دي بي (الإنجليزية)
- جيمي ريد على موقع أول ميوزيك (الإنجليزية)
- جيمي ريد على موقع ديسكوغز (الإنجليزية)